# 門德里西奧
門德里西奧（義大利語：Mendrisio）是瑞士提契諾州门德里西奥区的市镇，面積为32.01平方公里，海拔高度354米，2018年12月31日人口为14,942，其中八成居民信奉羅馬天主教。